# マンマシンインタフェース

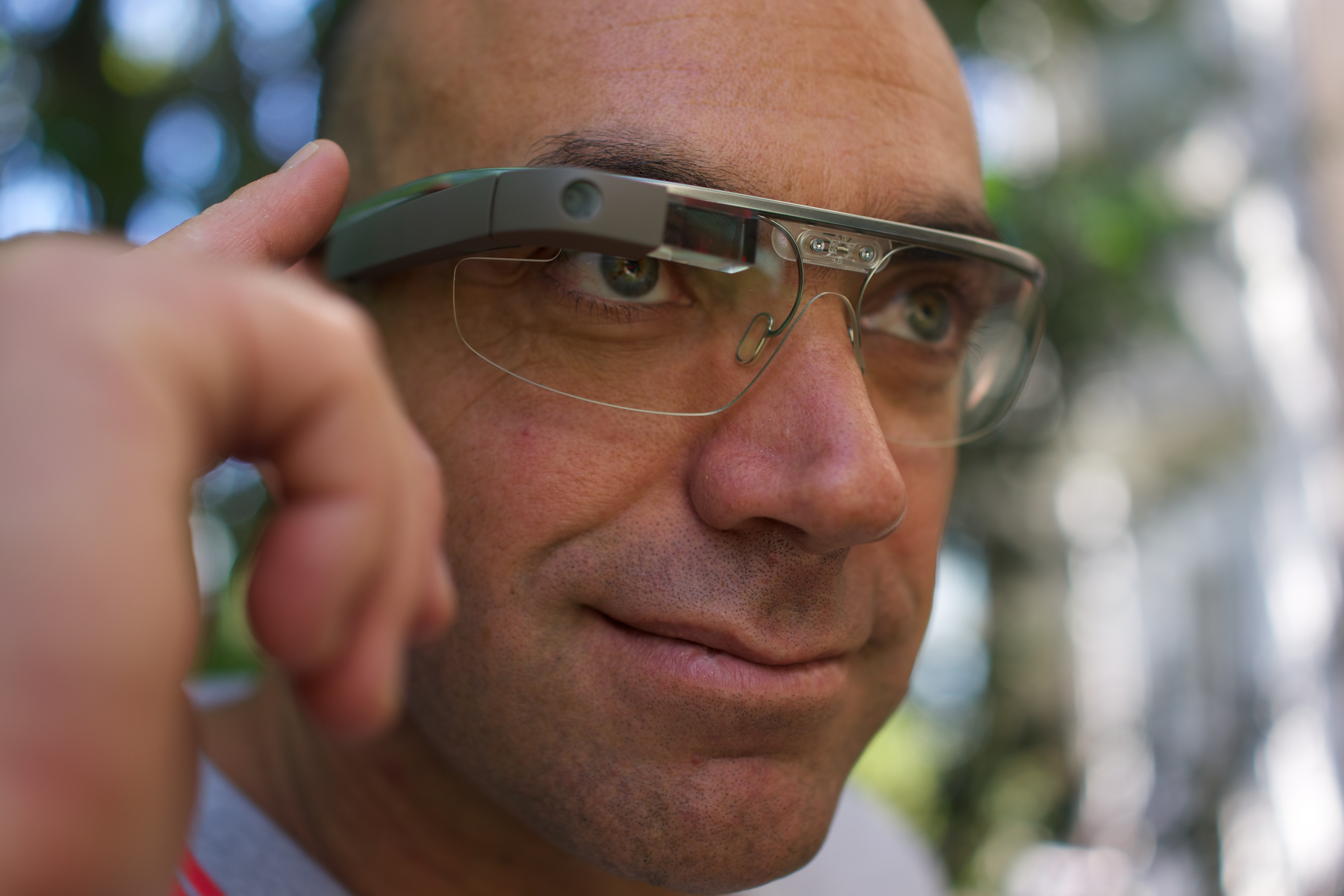
グーグルグラスを使用する人。目に投影される映像を見ながら、フレームのタッチパネルを触って操作している。この機器は、音声認識によるインタフェースも備えている。

マンマシンインタフェース（英: man machine interface）またはヒューマンマシンインタフェース（英: human machine interface、HMI）とは、人間と機械の間の情報の伝達を行う、機器やコンピュータプログラム等といったインタフェースの総称である。

## 概要
マンマシンインタフェースは、機械と人間の間で、人間の要求を機械に、あるいは機械の状態を人間に理解させるために伝達する手段を、多くの場合一定の思想の下、設計し実現された、または実現を図るものである。
人間側からは「操作」として機械に指令を出す際、人間の行う特定の行為を機械が検出できれば指令伝達は達成される。その手段を設計するのがマンマシンインタフェースの、“マンからマシン”側。
機械がその状態を人間に通知するのに人間の五感のいずれかあるいは複数に訴え、人間の感覚器でそれを検出できるようにする設計が“マシンからマン”側。
これらを総称してマンマシンインタフェースとしている。マシンの前後に"・"（中点、ドット）が入る場合や、「マンマシンインタフェイス」など表記が揺らぐ場合もある。
マンマシンインタフェースはコンピュータで主に用いられる用語であるが、機械と人間の接点として一般でも用いられる。
マンマシンインタフェースが定義されるとき、必ず積極性あるいは能動性を備えたものである。つまり「人間がAの指示（たとえば電源を入れる）のためにBの操作（電源のボタンを押す）をする」ことはAの積極性があり、「機械がCの状態を表す（たとえば電源が入っていることを通知する）ため、Dの現象を起こす（電源ランプを点灯する）」のも機械は能動的にDの現象を起こしている。
積極性あるいは能動性の伴わないものはマンマシンインタフェースとして定義されない。機械にとっては同じ現象でも、たとえば「指紋センサーに付いた指紋を読み取る」はマンマシンインタフェースとして定義できるが、「電源スイッチに指紋が残る」ことは事象としては発生してもマンマシンインタフェースではない。後者は指紋を読み取る積極性も、指紋が残ったことで起こる能動性もないからである。
機械の状態がすべてマンマシンインタフェースに含まれるわけではなく、たとえば「故障したらヒューズが切れる」はマンマシンインタフェースではない。ヒューズが切れて動作しないことで異常発生を人間は推測できるが、機械は単に火災等のさらに深刻な事態から保護しているだけで故障を積極的に人間に通知しているわけではない。しかしヒューズが切れたことを何らかの形で通知する方法を持っているならそれはマンマシンインタフェースとできる。（たとえばヒューズが操作面に露出しており、人がそれを容易に見て取れ、操作者に見て取る積極性を要求している場合など)
マンマシンインタフェースの設計は、人間にとって「指示可能で、理解可能で、効率的で、標準化されている」ことが主眼とされる。
機械にとっては「物理現象として機械に影響できる」が実現されなければならない。
似た概念に「ユーザーインタフェース」があるが、ユーザーインタフェースは人間を中心に据えた概念で、マンマシンインタフェースは機械と人間をともに考えた中立的なものである。
境界を設けるならマンマシンインタフェースはハードウェアにより近い概念とも言え、マンマシンインタフェースは「手段」を定義し、ユーザーインタフェースは「表現」を定義するとして差し支えない。
たとえば「エラーは表示画面に赤文字で表示する」という要件があるとき、マンマシンインタフェースとしては「表示画面が赤文字を表示できる能力」が定義され、ユーザーインタフェースでは「人間が気づきやすくするため赤文字で表現する」ことが定義される。いずれの概念でも、人間と機械の相互関係を表すものであり切り離したものとはできず、以下本稿においては双方を含めたものとしている。

## コンピュータプログラム
コンピュータのプログラムが、①人間の指示を受け、②処理し、③結果を人間に知らせる。の構成を取る場合、このうち①と③の両方をマンマシンインタフェースとしている。
マンマシンインタフェースは、コンピュータプログラム全体のうち人間と関わる部分の処理機能の名称または実現するサブシステムの名称として用いられ、一般的には「マンマシンインタフェース」とは呼ばれず、「マンマシンのバグ」、「マンマシン部」など略された表現がされることが多い。

## 標準化の重要性
同一の目的のため設計されるマンマシンインタフェースは、機械が異なっていても統一されていることが望ましい。標準化されていることにより、ある機器の使用方法を一度覚えてしまえば、他の同種の機器も使用可能となる。たとえば自動車の操作において、右折するための操作が、メーカーAの自動車ではハンドルを右に回し、メーカーBの自動車ではハンドルを左に回すとなっていては混乱が生じる。実際にこのようなことは建設機械では存在し、操作員が誤操作する場合がある。
以下、標準化が達成されている例である。
- キーボードの配列はどのメーカーのコンピュータでもほぼ同じである。
- レコーダーは赤色で示されるスイッチを操作すれば録音・録画が始まる。
- 銀行ATMの操作は異なる銀行でも銀行ごとの操作学習を要せず行える。
- テレビのリモコンで音量調整などの基本的な操作はメーカーが異なっても共通である。
- 日本において、体温計の数値は自然に読み取れば摂氏として読み取れる。

一方、うまく統一がされなかった例もある。
テンキーの計算機系配列と電話系配列
電卓など計算機系のテンキーの配列と、押しボタン式電話機#ボタンの配置で、配列順が異なる。歴史は思うよりも古く（初期の電卓にテンキー式でないものがあったからといって、もっと古いテンキー配列の計算機が存在しないわけではない）、機械式計算機の時代に既に現代と同じ計算機系のテンキー配列があらわれている。一方電話では、プッシュ式以前のダイヤル式で「0回のパルス」は不可能なため、ダイヤルでは0が実は10であったので9に隣接していたことも遠因と思われるが、検討のうえであえて計算機とは異なった配列を選んだものが、今日まで引き継がれている。
カメラレンズのフォーカスリング
機械的に操作していた時代に、ヘリコイドのどちら側を操作するメカになっているか、ということなども関連するが、どちらに回すとピント位置が遠くに移動するか、が、まちまちになってしまった（現代では、ディジタル化で直接操作するのではなく電子的になったため、設定で変更が可能になっている）。
一人称ゲームにおけるジョイスティックや十字ボタン系の操作と対象の動作との対応
上を押せば上、下を押せば下、という動作が基本的には直感的なのだが、フライトシミュレータでは一般的な飛行機における操縦桿にジョイスティックをなぞらえて、「操縦桿を押す」という操作を上に、「操縦桿を引く」という操作を下に対応させることが多く、その結果、上を押すと下に、下を押すと上に向く、という操作であるため、それに慣れていると反射的には逆のほうに操作してしまう。ユーザの慣れや好みに合わせてカスタマイズできるようになっていることも多い。

## 代表的なマンマシンインタフェース
- 機械・機器・器具
  - スイッチ・ボタン
  - つまみ・ダイヤル
  - ハンドル・ペダル
  - レバー
  - メーター
- 電気機器
  - マイク・スピーカー
  - リモートコントローラ
  - ランプ・LED
  - ブラウン管・液晶ディスプレイ
- コンピュータ
  - ポインティングデバイス
  - ディスプレイ・キーボード
  - ウェアラブルコンピューティング
  - 音声認識・音声合成
  - 画像認識